# Подгорье (Могилёвский район)
Подгорье (бел. Падгор'е) — деревня в Могилёвском районе Могилёвской области Белоруссии. Административный центр Подгорьевского сельсовета.

## Население
- 1999 год — 524 человека
- 2010 год — 521 человек